# Železniška postaja Pesnica
Železniška postaja Pesnica je ena izmed železniških postaj v Sloveniji, ki oskrbuje bližnje naselje Pesnica pri Mariboru.
Malo postajno poslopje je nastalo med letoma 1844 in 1846 v sklopu gradnje železniške proge med Gradcem in Celjem. Dolga pritlična pravokotna stavba s poznoklasicistično zunanjščino je v triosnem osrednjem delu nadzidana za eno nadstropje. Višji del je imel sprva funkcijo vodne postaje oziroma stolpa z vodnim zbiralnikom za oskrbo parnih lokomotiv.
Postaja je zavarovana z elektro-relejno signalno-varnostno napravo.

## Zgodovina
Železniška postaja v Pesnici je bila zgrajena v sklopu gradnje južne železnice odseka Gradec—Celje v letih 1845−46, prvi vlak je zapelja 2. junija 1846. 1. novembra 1945 je bila izvedena prva poskusna vožnja od Gradca do pesniškega viadukta.